# Utsikter över utländsk prosa
Utsikter över utländsk prosa är en essäsamling av Artur Lundkvist utgiven 1959.
Boken bygger på artiklar som ursprungligen publicerades i Stockholms-Tidningen 1951–1958 samt i Dagens Nyheter och Bonniers Litterära Magasin, men texterna är omarbetade och utökade. Den innehåller artiklar om samtida amerikansk, fransk och afrikansk prosa.